# عظايا سوداء الذيل
عظايا سوداء الذيل (الاسم العلمي:†Melanorosauridae) هي فصيلة منقرضة من الزواحف تتبع أصنوفة الأنشيصوريات من رتبة شبيهات عظائيات الأرجل.